# Sidney Herbert
 Der er flere personer med dette navn, se Sidney Herbert (flertydig). (Se også artikler, som begynder med Sidney Herbert)
Sidney Herbert (16. september 1810 – 2. august 1861) var en engelsk statsmand, yngre søn af jarlen af Pembroke.
Herbert valgtes 1832 til underhuset som konservativ og blev 1841 admiralitetssekretær under Robert Peels ministerium; gik 1845 ligesom denne selv over til frihandelen (havde tidligere holdt på kornlovene) og blev nu krigssekretær indtil
ministeriets fald juni 1846.
I de følgende år hørte han til peeliternes gruppe og var iblandt underhusets mest fremragende medlemmer. December 1852 blev han igen krigssekretær under Aberdeen og gik januar 1855 over i Palmerstons ministerium, men udtrådte ligesom Gladstone en måned senere.
Dette skete, fordi han ikke ville underkaste sig den af Roebuck foreslåede parlamentariske undersøgelse af de klager, der førtes over hærens forplejning på Krim. Han havde selv efter bedste evne stræbt at afhjælpe manglerne, som nærmest skyldtes forretningernes deling mellem to ministre for krigsvæsenet, og fik blandt andre Florence Nightingale sendt til Krim.
Både 1857 og 1858 deltog han i oppositionen mod Palmerston, men blev dog juli 1859 krigsminister under denne. Han gennemførte vigtige forbedringer i hærens forvaltning, særlig dens sundhedspleje, og udviklede dannelsen af de frivillige korps, men
sled sig op i arbejdet for disse opgavers løsning.
For at byrden kunde blive lettere, ophøjedes han januar 1861 til peer som lord Herbert, men hans kraft var allerede brudt. Man havde i ham ventet at finde en fremtidig førsteminister. Han var også ivrig for at fremme folkeundervisningen og lette fattigfolks udvandring. Hans statue rejstes 1867 foran krigsministeriets bygning.